# Tim Lambesis

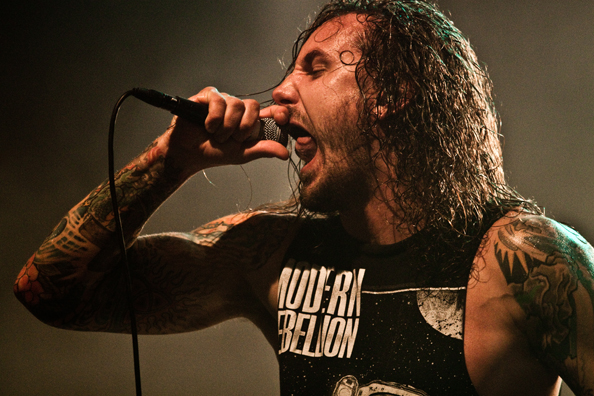
Tim Lambesis (2011)

Timothy Peter „Tim“ Lambesis (* 21. November 1980 in Del Mar, North County, Kalifornien) ist ein US-amerikanischer Rockmusiker. Er ist Sänger der Metalcore-Band As I Lay Dying und betrieb ein Solo-Nebenprojekt namens Austrian Death Machine. Zudem gründete er die Death-Metal-Band Pyrithion, welche 2013 eine EP veröffentlichte.

## Karriere
In den Jahren 2008 und 2010 war Lambesis in der Jury bei den Independent Music Awards, ein Musikpreis für Independent-Künstler aus aller Welt.
Als Gastmusiker spielte er bereits für Bleeding Through, Sworn Enemy, Winter Solstice, Evergreen Terrace, Impending Doom, War of Ages, The Devil Wears Prada und Jamey Jasta jeweils ein Stück ein.
Auch ist Lambesis als Musikproduzent tätig. Er produzierte neben Alben von seiner Band As I Lay Dying, auch Veröffentlichungen von Sworn Enemy, Destruction of a Rose, Zao, Impending Doom, Chelsea Grin, Molotov Solution, War of Ages, Sea of Treachery und Carnifex.
Am 7. Mai 2013 wurde Tim Lambesis wegen Anstiftung zum Mord an seiner Ehefrau verhaftet. Er wurde zunächst freigelassen und im Oktober 2013 erneut verhaftet. Am 7. Februar 2014 bekannte er sich schuldig und am 16. Mai wurde er zu sechs Jahren Haft verurteilt, worauf die restliche Band erklärte eine Pause einzulegen. Lambesis wurde am 17. Dezember 2016 vorzeitig aus dem Gefängnis in Kalifornien entlassen und ist derzeit auf Bewährung. Lambesis kehrte in die Band zurück und sie veröffentlichten im Juni 2018 den neuen Song My Own Grave.

## Diskografie

### Als Musiker

#### Mit Pyrithion
- 2013: The Burden of Sorrow (EP)

#### Mit Point of Recognition
- 2002: Day of Defeat (E-Gitarre)

#### Als Gastmusiker
- 2005: To the Nines von Winter Solstice
- 2006: After the Fall von Sworn Enemy
- 2008: Declaration von Bleeding Through
- 2009: God Rocky, Is This Your Face? von Evergreen Terrace
- 2010: Orphans von Impending Doom
- 2010: Desire von War of Ages
- 2011: Costance von The Devil Wears Prada
- 2011: With a Resounding Voice von Jamey Jasta

### Produzent
- As I Lay Dying – Beneath the Encasing of Ashes
- Destruction of a Rose – Suspended in Time
- Sworn Enemy – The Beginning of the End
- Sworn Enemy – Maniacal
- Sworn Enemy – Total World Domination
- Zao – Awake?
- Impending Doom – The Serpent Servant
- Impending Doom – There Will Be Violence
- Chelsea Grin – Desolation of Eden
- War of Ages – Arise and Conquer
- War of Ages – Eternal
- Molotov Solution – The Harbinger
- Sea of Treachery – Wonderland
- Carnifex – Until I Feel Nothing